# Cybister godeffroyi
Cybister godeffroyi är en skalbaggsart som först beskrevs av Wehncke 1876.  Cybister godeffroyi ingår i släktet Cybister och familjen dykare. Inga underarter finns listade i Catalogue of Life.